# 金融街 (香港)
金融街（英語：Finance Street）是香港一條街道，位於香港島中環北部，東接民耀街，西接民照街近民吉街。金融街因為位處於香港第二高建築物國際金融中心二期旁而得名。
金融街以北的空地，為了預留興建中環灣仔繞道中環入口的位置。此外，該處有香港電車中環灣仔填海區電車支線的軌道預留位置。這塊空地目前暫作草坪用途。在2009年，此草坪為官地，以1港元象徵式出租予非營利團體組織社區活動。在同年8月安排了一次當代藝術雕塑展覽，名為中環海旁雕塑展2009。

## 鄰近著名地點
- 國際金融中心二期
- 中環碼頭巴士總站
- 香港四季酒店

## 交匯道路
- 耀星街
- 民耀街
- 民寶街
- 中環灣仔繞道
- 民祥街